# Notentulus
Notentulus es un género de Protura en la familia Acerentomidae.

## Especies
- Notentulus tropicus Bonet, 1942
- Notentulus zunynicus Yin, 1989